# Pyrilla aberrans
Pyrilla aberrans är en insektsart som först beskrevs av Kirby 1891.  Pyrilla aberrans ingår i släktet Pyrilla och familjen Lophopidae. Inga underarter finns listade i Catalogue of Life.